# Хімічне осадження з парової фази

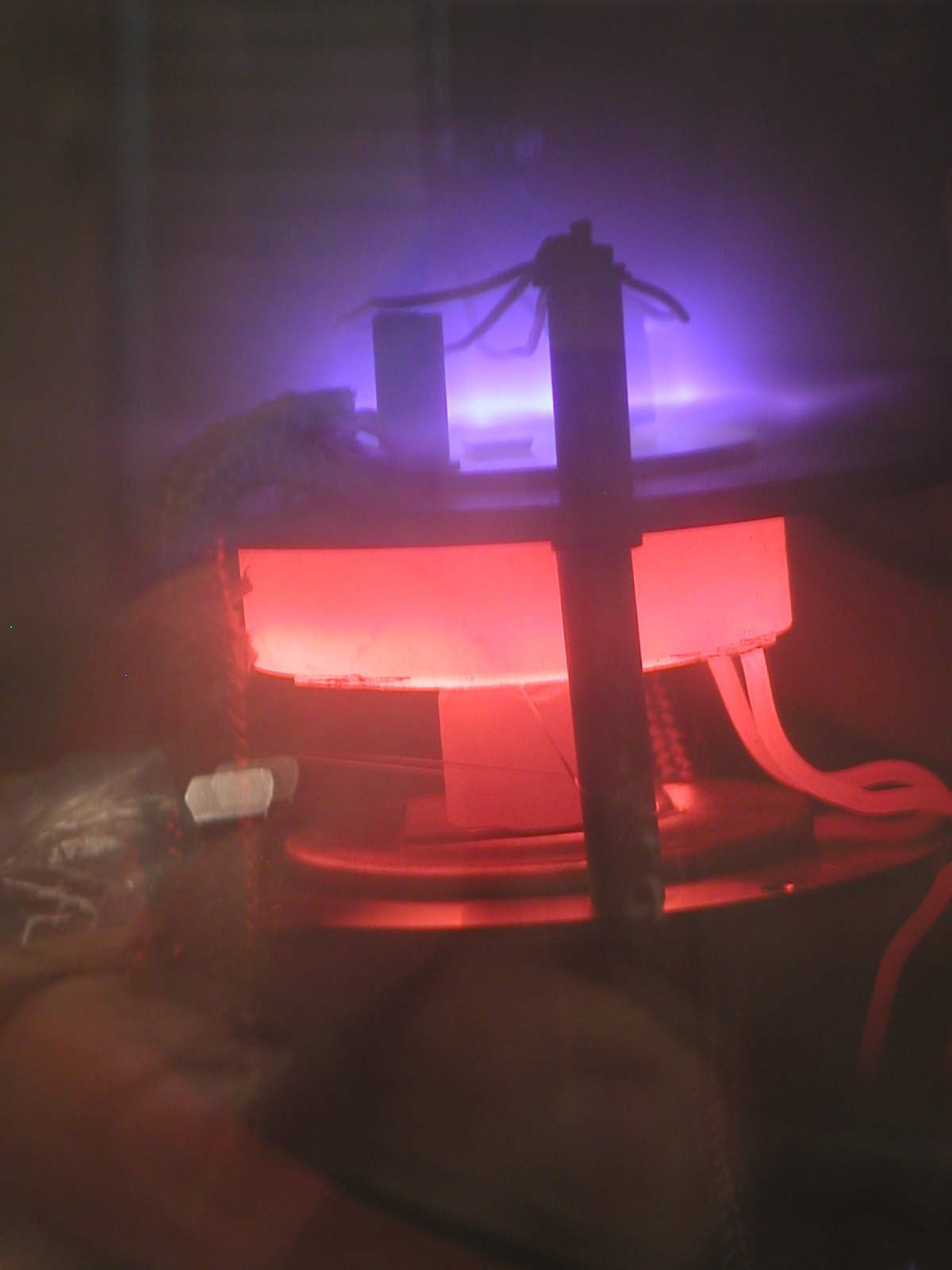
Плазмова установка (фіолетове забарвлення) прискорює ріст вуглецевих нанотрубок в лабораторній установці PECVD.

Хімі́чне оса́дження з парово́ї фа́зи, ХОПФ (англ. Chemical vapor deposition, CVD) — хімічний процес, метод нанесення покриття, що використовується для отримання високоякісних чистих твердих матеріалів з високими характеристиками.
Процес полягає в нанесенні зовнішнього покриття або покриття з модифікацією поверхні, що покривається, коли метал, сплав, композиційний матеріал, діелектрик або кераміка осаджується на розігріту підкладку (основу). Газоподібні реагенти розпадаються або сполучаються поблизу підкладки або на самій підкладці. В результаті цього на підкладці осаджується необхідний матеріал у формі хімічного елемента, сплаву або сполуки. Енергія для зазначених хімічних реакцій може бути забезпечена нагріванням підкладки плазмовим розрядом або променем лазера.
ХОПФ часто використовують в напівпровідниковій промисловості для виготовлення тонких плівок. Також використовується для виготовлення синтетичних діамантів, а також інших матеріалів, таких як кремній, карбід кремнію, нітрид кремнію, вольфрам, SiO₂, нітрид титану, різні діелектрики.

## Різновиди ХОПФ

ХОПФ, що посилюється плазмою

Наукова література описує різноманітні різновиди хімічного осадження з парової фази. Різницю становлять способи запуску хімічних реакцій та умовами.

### Класифікація за тиском
1. ХОПФ при атмосферному тиску (англ. Atmospheric pressure chemical vapor deposition, APCVD) — процес хімічного осадження з парової фази відбувається при атмосферному тиску.
2. ХОПФ при низькому тиску (англ. Low pressure chemical vapor deposition, LPCVD) — процес хімічного осадження з парової фази відбувається при тиску, що є нижчим за атмосферний. Низький тиск зменшує імовірність небажаних реакцій в газовій фазі та призводить до більш рівномірного осадженню плівки на підкладку.
3. ХОПФ при ультрависокому вакуумі (англ. Ultra-high vacuum chemical vapor deposition, UHVCVD) — процес хімічного осадження з парової фази відбувається при надзвичайно низькому тиску, зазвичай нижче 10−6 Па (~10−8 міліметрів ртутного стовпа).

Більшість сучасних процесів ХОПФ є або LPCVD, або ж UHVCVD.

### Класифікація за фізичними характеристиками пари
1. ХОПФ, що підтримується аерозолем (англ. Aerosol-assisted chemical vapor deposition, AACVD)
2. ХОПФ з прямою інжекцією рідини (англ. Direct liquid injection chemical vapor deposition, DLICVD)

### Плазмові методи
1. ХОПФ, що підтримується мікрохвильовою плазмою (англ. Microvawe plasma-assisted chemical vapor deposition, MPCVD)
2. ХОПФ, що посилюється плазмою (англ. Plasma-enhanced chemical vapor deposition, PECVD)
3. ХОПФ, що посилюється непрямою плазмою (англ. Remote plasma-enhanced chemical vapor deposition, RPECVD)

- Атомно-шарове ХОПФ (англ. Atomic layer chemical vapor deposition, ALCVD) — при цьому процесі формуються послідовні шари різноманітних матеріалів для утворення багатошарових кристалічних плівок.
- ХОПФ спалювання (англ. Combustion chemical vapor deposition, CCVD) — процес, що відбувається у відкритій атмосфері, оснований на технології спалювання для осадження високоякісних тонких плівок та наноматеріалів.
- ХОПФ з гарячим дротом (англ. Hot wire chemical vapor deposition, HWCVD) — метод, також відомий як каталітичне ХОПФ (англ. catalytic chemical vapor deposition, Cat-CVD) або ХОПФ з гарячим наповненням (англ. hot filament chemical vapor deposition, HFCVD), що використовує гарячий наповнювач для хімічного розпаду газів.
- ХОПФ металорганічних сполук (англ. Metalorganic chemical vapor deposition, MOCVD) — процес, що використовує металорганічні прекурсори.
- Гібридне фізико-хімічне осадження з парової фази (англ. Hybrid Physical-Chemical Vapor Deposition, HPCVD) — процес осадження з парової фази, що включає як хімічний розпад прекурсорного газу, так і випаровування твердого матеріалу.
- Швидке термічне ХОПФ (англ. Rapid thermal chemical vapor deposition, RTCVD) — процес, в якому використовуються лампи розжарювання або інші методи для швидкого нагріву пластини підкладки. Розігрів лише підкладки, а не газу чи стінок камери, допомагає зменшити небажані реакції газової фази, які можуть призвести до утворення часток.
- Фотохімічне осадження з парової фази (англ. Photochemical vapor deposition, PCVD)
- Хімічно-променева епітаксія (англ. Chemical beam epitaxy, CBE)